# آرتان-سیور-آندر
آرتان-سیور-آندر (به فرانسوی: Artannes-sur-Indre) یک کمون در فرانسه است که در canton of Montbazon واقع شده‌است. آرتان-سیور-آندر ۲۰٫۹۷ کیلومتر مربع مساحت دارد.